# هر کجا که باشی
هر کجا که باشی (لهستانی: Gdzieśkolwiek jest, jeśliś jest...) یک فیلم روان‌شناختی لهستانی به کارگردانی کشیشتف زانوسی است که در سال ۱۹۸۸ ساخته و در سال ۱۹۸۹ منتشر شد.

## گزیدهٔ بازیگران
- جولیان سندز
- وادیم گلونا
- آندژی واپیتسکی
- الکساندر باردینی
- یژی نوواک
- پاوئو واوژتسکی
- مایا کوموروفسکا
- سیلویا ویسوتسکا
- تادئوش برادتسکی
- آنا میلفسکا
- ایرنا مالکویچ
- یواخیم کرول
- ائوگنیا هرمان
- میلوا
- ماچئی روباکیویچ